# Turquesa mediterrània
La turquesa mediterrània o turquesa meridional (Glaucopsyche melanops) és una espècie de lepidòpter papilionoïdeu de la família dels licènids (Lycaenidae), subfamília Polyommatinae.
Es troba a la part occidental del sud d'Europa i al nord d'Àfrica incloent-hi els Països Catalans.

## Descripció
Les ales anteriors fan 11-13 mm de longitud. Els adults volen de maig a juliol, depenent de la ubicació.
Les larves s'alimenten d'espècies de lleguminoses.

## Espècies ibèriques similars
- Turquesa europea (Glaucopsyche alexis)

## Galeria

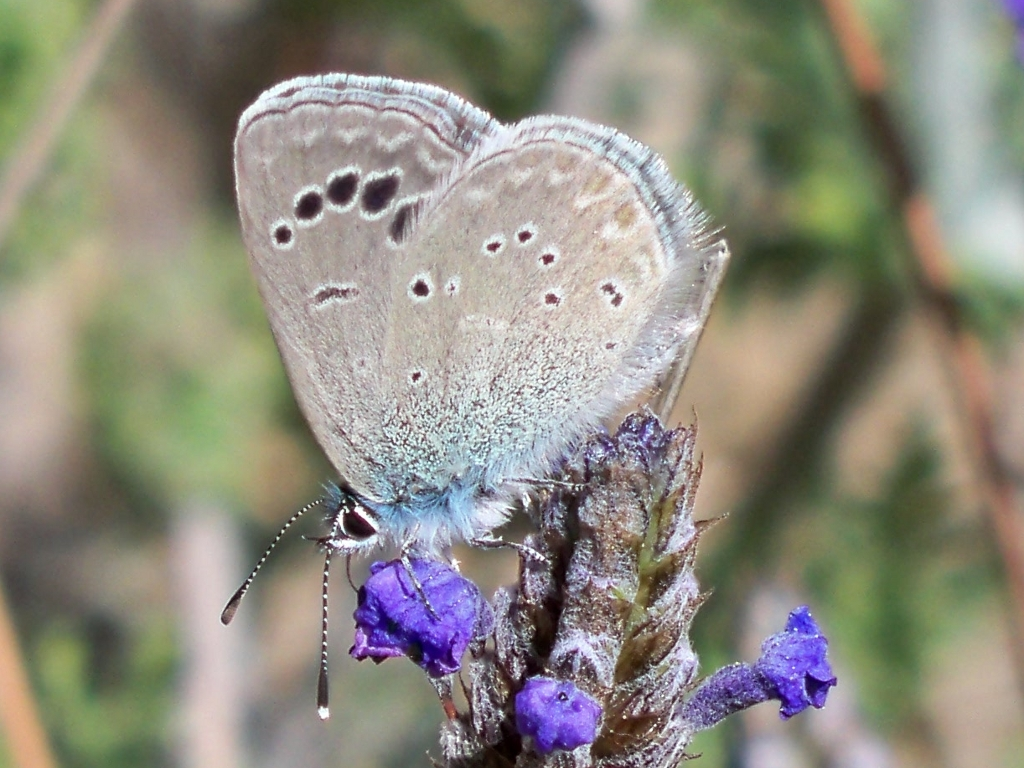
Glaucopsyche melanops
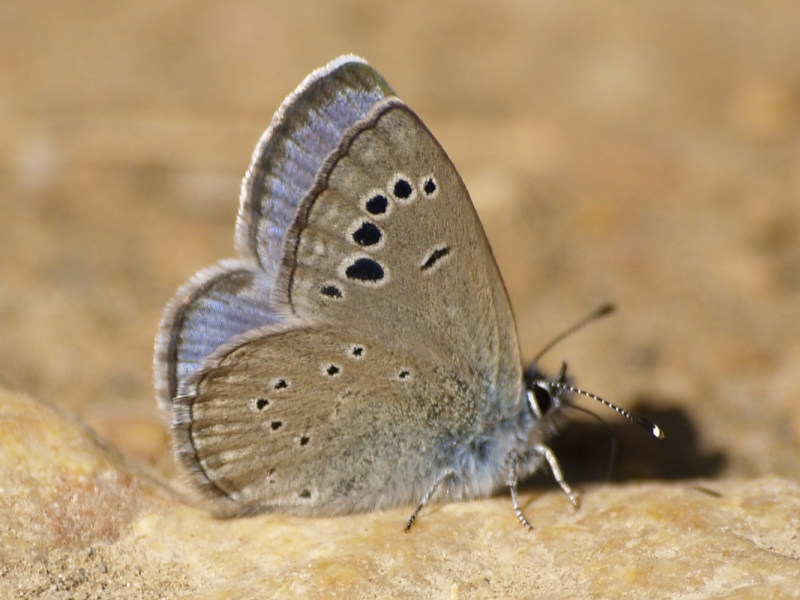
Glaucopsyche melanops